# Rivula aequalis
Rivula aequalis là một loài bướm đêm trong họ Erebidae.